# Cidades mais antigas da Alemanha
}}
A questão sobre a cidade mais antiga da Alemanha não é devidamente esclarecida. Os pontos de vista envolvem de um lado patriotismo local e de outro lado critérios avaliativos. Termos como colonização, assentamento e cidade não são diferenciáveis entre si.

## Definição de "cidade"
As primeiras cidades da Alemanha estão associadas ao Império Romano. De forma geral uma cidade é compreendida como um "grande acampamento civil", com as seguintes características:
- centralização
- limite com área rural
- administração própria e estruturas de suprimento
- abastecimento de água
- localização privilegiada em ponto de grande trânsito.